# Leia flavoscutellata
Leia flavoscutellata är en tvåvingeart som beskrevs av Lynch Arribalzaga 1892. Leia flavoscutellata ingår i släktet Leia och familjen svampmyggor. Inga underarter finns listade i Catalogue of Life.